# Powierzchnia Krakowa

Rozwój terytorialny Krakowa

Powierzchnia Krakowa zmieniała się wielokrotnie na przestrzeni dziejów miasta, w związku ze zmianami jego granic. Były to najczęściej poszerzenia granic, poprzez przyłączanie okolicznych miejscowości lub ich części. Jedyny wyjątek stanowi odłączenie od Krakowa w 1858 roku Czarnej Wsi (powróciła w 1910 roku).
Od 2013 roku powierzchnia miasta wynosi 326,85 km².

## Rozwój terytorialny Krakowa
| Rozwój terytorialny Krakowa | Rozwój terytorialny Krakowa | Rozwój terytorialny Krakowa | Rozwój terytorialny Krakowa |
| --------------------------- | --------------------------- | --- | --- |
| Rok                         | Powierzchnia miasta         | Włączany / wyłączany obszar | Opis |
| 1257                        | 0,8 km²                     | Stare Miasto | 5 czerwca 1257 r. książę Bolesław Wstydliwy lokował miasto Kraków na prawie magdeburskim. Ograniczone było ono obecnymi ulicami: Westerplatte, św. Gertrudy, Dominikańską, Franciszkańską, Straszewskiego, Podwale i Basztową. |
| 1450                        | 4,3 km²                     | Okół | W połowie XV wieku do Krakowa przyłączono wzgórze wawelskie z zamkiem królewskim oraz miasto Okół. Ówczesne granice wyznaczały mury miejskie. |
| 1792                        | 3 km²                       | Kleparz | W 1792 r. na podstawie uchwały Sejmu Wielkiego przyłączono do Krakowa całkowicie uzależnione od niego miasto Kleparz. Chciano przyłączyć również Kazimierz i okoliczne jurydyki, ale konfederacja targowicka pokrzyżowała te plany. |
| 1800                        | 7,79 km²                    | Kazimierz ze Stradomiem, Czarna Wieś, Piasek, Nowy Świat i Wesoła | Zaborcze władze austriackie w 1800 r. inkorporowały do Krakowa miasto Kazimierz, wsie: Stradom i Czarna Wieś oraz jurydyki: Piasek, Nowy Świat i Wesoła. |
| 1858                        | 6,88 km²                    | Czarna Wieś | Czarna Wieś została wyłączona z obrębu miasta Krakowa w 1858 r. podczas organizacji nowego podziału administracyjnego Galicji. |
| 1910                        | 36,65 km²                   | Zakrzówek z Kapelanką, Dębniki, Półwsie Zwierzynieckie, Zwierzyniec, Czarna Wieś z Kawiorami, Nowa Wieś, Łobzów, Krowodrzę, Grzegórzki z częścią Piasków oraz południowe części Olszy, Prądnika Białego i Czerwonego | Konieczność poszerzenia granic miasta zaczęto dostrzegać pod koniec XIX wieku. W 1907 r. komisja Wielkiego Krakowa pod kierownictwem Juliusza Lea wyznaczyła do włączenia 14 gmin i 9 obszarów dworskich o łącznej powierzchni 41,7 km². Dwa lata później ustawę inkorporacyjną zatwierdził Sejm Krajowy Galicji a podpisał ją cesarz Franciszek Józef I. Oficjalnie Kraków poszerzył granice 1 kwietnia 1910 r. |
| 1911                        | 40,73 km²                   | Dąbie z Beszczem i Głębinowem oraz Ludwinów | 19 grudnia 1910 roku Sejm Krajowy Galicji wyraził zgodę na włączenie do obszaru Krakowa gminy Dąbie z Beszczem i Głębinowem oraz Ludwinowa. Tereny te, o łącznej powierzchni 4,08 km², zostały przyłączone do miasta 1 stycznia 1911 r. |
| 1912                        | 41,42 km²                   | Płaszów | W czerwcu 1910 r. Rada Miasta Krakowa złożyła wniosek o przyłączenie do miasta wsi Płaszów. Został on zaakceptowany przez Sejm Krajowy rok później i 1 lutego 1912 r. miejscowość stała się częścią Krakowa. |
| 1915                        | 46,9 km²                    | Podgórze | Plany włączenia miasta Podgórza do Krakowa pojawiły się po raz pierwszy w 1902 r. Decyzję o połączeniu obu miast podjęto w 1913 r. Dwa lata później Podgórze stało się dzielnicą Krakowa. |
| 1926                        | 49,5 km²                    | Las Wolski | W 1917 r. Komunalna Kasa Oszczędności Miasta Krakowa zakupiła Las Wolski z przeznaczeniem na obszar rekreacyjny. Prawnie stał on się częścią Krakowa 1 stycznia 1926 r. |
| 1941                        | 168,3 km²                   | Łagiewniki, Jugowice, Borek Fałęcki, Kobierzyn, Skotniki, Pychowice, Bodzów, Kostrze, Przegorzały, Bielany, Wola Justowska, Chełm, Bronowice Małe, Bronowice Wielkie, Tonie, Witkowice, Górka Narodowa, Rakowice, Czyżyny, Łęg, Rybitwy, Stary Bieżanów, Rżąka, Prokocim, Wola Duchacka, Piaski Wielkie, Kurdwanów oraz północne części Prądnika Białego, Prądnika Czerwonego i Olszy | W 1941 r. hitlerowski rząd Generalnego Gubernatorstwa zdecydował o przyłączeniu do Krakowa podmiejskich wsi o łącznej powierzchni 118,8 km². Celem poszerzenia granic było zapewnienie stolicy gubernatorstwa przestrzeni do szybkiego rozwoju. 25 października 1948 r. Rada Ministrów rozporządzeniem uprawomocniła zmianę granic miasta z mocą obowiązującą od 18 stycznia 1945 r..                            |
| 1951                        | 230 km²                     | Nowa Huta, w tym Mogiła, Bieńczyce, Mistrzejowice, Zesławice, Kantorowice, Krzesławice, Grębałów, Lubocza, Wadów, Pleszów, Ruszcza, Branice | 1 stycznia 1951 r. na mocy rozporządzenia Rady Ministrów z 14 grudnia 1950 r. włączono do Krakowa budowane miasto Nowa Huta z okolicznymi wsiami. Powierzchnia przyłączonych terenów wynosiła 61,7 km². |
| 1973                        | 322,3 km²                   | Kościelniki, Górka Kościelnicka, Łuczanowice, Tyniec, Sidzina, Opatkowice, Swoszowice, Wróblowice, Rajsko, Soboniowice, Kosocice, Przewóz, Przylasek Rusiecki, Przylasek Wyciąski, Wolica, Wyciąże, Olszanica, Mydlniki, Nowy Bieżanów oraz części wsi: Libertów, Lusina, Zbydniowice i Batowice                                                                                      | W ramach poszerzania granic większości miast wojewódzkich, 1 stycznia 1973 r. włączono do Krakowa, na mocy wydanego 30 listopada 1972 r. rozporządzenia Rady Ministrów, obszary o charakterze wiejskim, sąsiadujące z miastem od zachodu, południa i wschodu. |
| 1986                        | 326,8 km²                   | pozostała część Zbydniowic, Węgrzynowice, Wróżenice oraz część Dziekanowic | Na mocy uchwały Rady Narodowej miasta Krakowa z 11 grudnia 1985 r., 1 stycznia 1986 r. włączono do Krakowa 4,5 km² okolicznych obszarów wiejskich. |
| 2013                        | 326,85 km²                  | południowe skrawki Zastowa | Motywując się względami funkcjonalno-przestrzennymi Rada Ministrów na wniosek gminy Kocmyrzów-Luborzyca w rozporządzeniu z 31 lipca 2012 r. wyraziła zgodę na włączenie 1 stycznia 2013 r. w granice miasta Krakowa części obszaru wsi Zastów o łącznej powierzchni 4,63 ha. |